# Pleurogonium bifolium
Pleurogonium bifolium là một loài chân đều trong họ Paramunnidae. Loài này được Shimonura & Mawatari miêu tả khoa học năm 2001.